# 浅野光行
浅野 光行（あさの みつゆき、1943年-　）　は、日本の土木系都市計画家。交通工学者。早稲田大学名誉教授、都市・地域研究所顧問。日本都市計画学会会長を歴任。

## 略歴
参照。
1968年早稲田大学大学院理工学研究科建設工学専攻修士課程修了。首都高速道路公団。1976年建設省土木研究所道路部主任研究員。1978年建設省建築研究所都市施設研究室室長。1980年工学博士。1992年　筑波大学社会工学系教授併任。1993年早稲田大学理工学部土木工学科(現・社会環境工学科)教授。1996年マサチューセッツ工科大学(米国)都市研究・計画学部客員研究員。1999年から2001年都市計画学会副会長。2002年から2003年都市計画学会会長。2004年ペンシルバニア大学(米国)デザイン学部客員研究員。同年から 2014年まで、早稲田大学理工学術院教授。各種委員を歴任。
受賞
日本都市計画学会論文奨励賞

## 出版物
- Japanese Urban Environment 1998　ElsavierScience LTD
- Global Road Community III　日本道路協会   2004年
- Global Road Community II　日本道路協会   2003年
- 明日の都市交通政策　成文堂   2003年
- 明日の都市づくり　慶応義塾大学出版会   2002年
- 成熟都市の交通空間―その使い方と更新の新たな方向 技報堂出版 2014
- 交通工学ハンドブック 2011年版 交通工学研究会
- シェアする道路－ドイツの活力ある地域づくり戦略　技報堂出版　2012年
- 都市と高齢者―高齢社会とまちづくり　1994年　大成出版社
- 地下空間の計画と整備　1994年　大成出版社
- 駅前広場設計指針　1998　技報堂出版

## 参考
- 浪江宣言
- 浪江町 地域主体による復興シナリオ検討支援 - 日本建築学会